# Підбивання

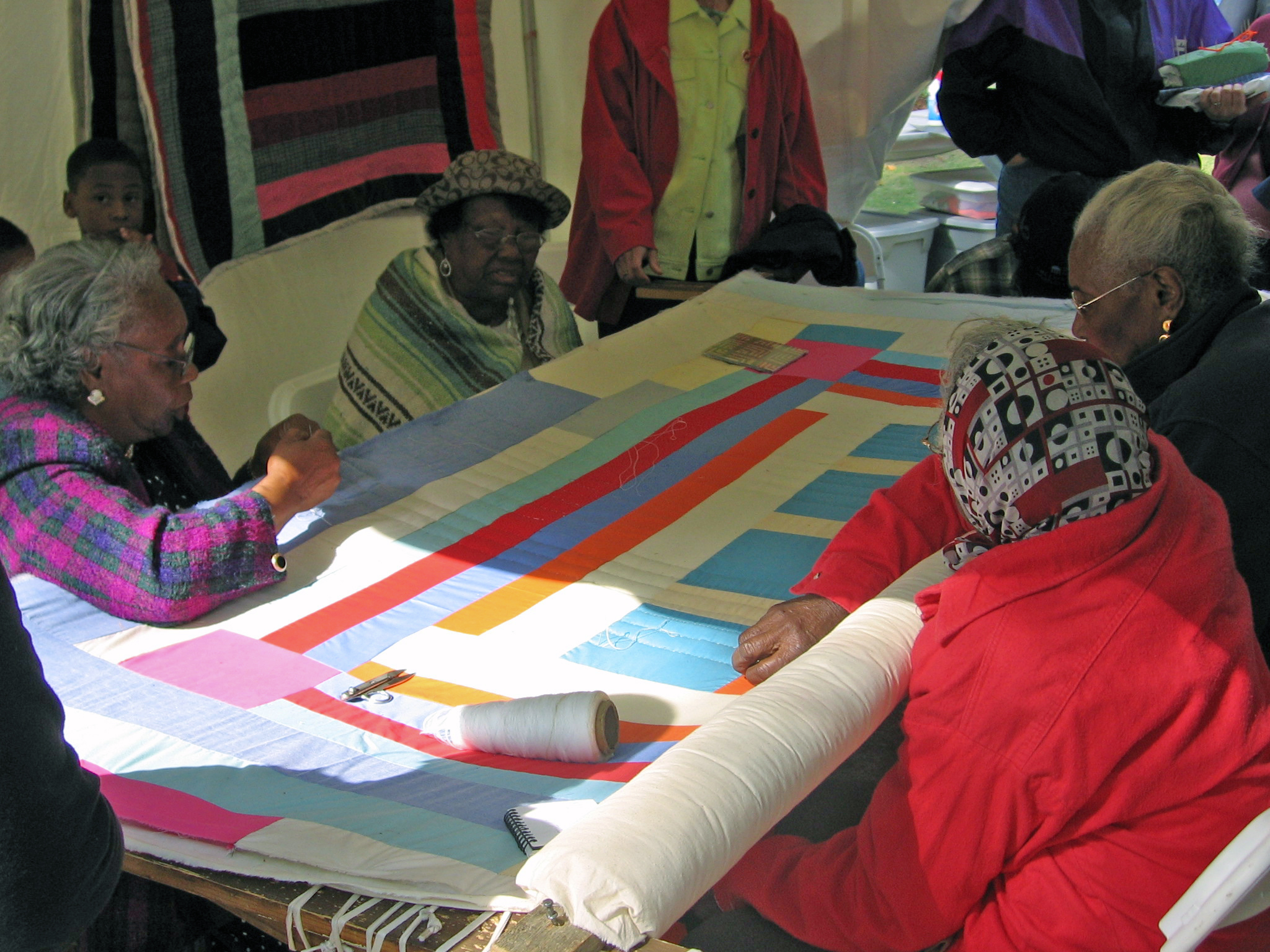
Жінки за підбиванням (Бойкін, Алабама)

Підбивання (квілтинг, англ. quilting) — техніка шиття, що полягає в сполученні щонайменше трьох шарів тканини ручним голково-нитковим способом або механічно за допомогою швацької машини чи спеціалізованої системи для longarm-підбивання.

## Чит. також
- (англ.) Bristow, Lora J. «Women's work: social relations of quilting.» (Thesis, Humboldt State University, 2013. в мережі
- (англ.) Brown, Elsa Barkley. «African-American women's quilting.» Signs: Journal of Women in Culture and Society 14.4 (1989): 921—929. в мережі
- (англ.) Colby, Averil. Quilting. (Charles Scribner's Sons, 1971).
- (англ.) Gillespie, Spike. Quilts around the world: The story of quilting from Alabama to Zimbabwe (Voyageur Press, 2010).
- (англ.) Kiracofe, Roderick, and Mary Elizabeth Johnson Huff. The American quilt: A history of cloth and comfort, 1750—1950 (1993).
- (англ.) Torsney, Cheryl B., and Judy Elsley, eds. Quilt Culture: Tracing the Pattern. (U of Missouri Press, 1994.)
- (англ.) Turner, Patricia A. Crafted Lives: Stories and Studies of African American Quilters (U of Mississippi Press, 2009).
- (англ.) Yep, Gust A. 2007. «The Politics of Loss and Its Remains in Common Threads: Stories from the Quilt.» Rhetoric & Public Affairs 10(4):681–700.